# Go Away White
Go Away White je páté a poslední studiové album britské gothic rockové skupiny Bauhaus. Jeho nahrávání probíhalo během roku 2006 ve městě Ojai v Kalifornii a vyšlo v březnu 2008 u vydavatelství Bauhaus Music a Cooking Vinyl. Album si skupina produkovala sama. Jde o její první studiové album od roku 1983, kdy vyšlo Burning from the Inside.

## Seznam skladeb
| Pořadí         | Název                            | Délka |
| -------------- | -------------------------------- | ----- |
| 1.             | Too Much 21st Century            | 3:53  |
| 2.             | Adrenalin                        | 5:39  |
| 3.             | Undone                           | 4:46  |
| 4.             | International Bulletproof Talent | 4:02  |
| 5.             | Endless Summer of the Damned     | 4:44  |
| 6.             | Saved                            | 6:27  |
| 7.             | Mirror Remains                   | 4:58  |
| 8.             | Black Stone Heart                | 4:32  |
| 9.             | The Dog's a Vapour               | 6:49  |
| 10.            | Zikir                            | 3:04  |
| Celková délka: | Celková délka:                   | 48:54 |

## Obsazení
- Peter Murphy – zpěv
- Daniel Ash – kytara
- David J – baskytara
- Kevin Haskins – bicí